# Josefa Jardín
Josefa Jardín (Madrid, 21 de gener de 1816-29 de setembre de 1857) va ser una arpista espanyola, professora d'aquest instrument al Reial Conservatori Superior de Música de Madrid entre 1831 i 1858.
Generalment, s'afirma que va néixer a Madrid el 21 de gener de 1816, filla d'Antonio Jardín. Tanmateix, el musicòleg Subirà la fa de nacionalitat francesa, afirmant que el seu pare era un violinista francès de renom, el cognom del qual s'escrivia igual en castellà que en francès.
Formada amb el seu pare en matèria de solfeig, posteriorment va aprendre cant de Baltasar Saldoni, harmonia de Ramon Carnicer i arpa de l'italià Giovanni Battista Rossi, que l'educà en el model d'arpa francesa d'estil Erard de pedal de doble moviment. És considerada una nena prodigi, atès que des de la seva infància va començar a oferir concerts: amb 13 anys s'esmenta que va fer una actuació en públic que va tenir molt d'èxit i on demostrà la seva habilitat amb l'arpa, tocant peces d'extraordinària dificultat d'origen francès i italià, mai abans sentides a Espanya.
Baltasar Saldoni afirma que va ser la més destacada arpista d'Espanya a la seva època, amb un domini de l'arpa que no tenia comparació a la resta del país. Dedicà també bona part de la seva vida a l'ensenyament; sent encara alumna del Conservatori de Madrid, el desembre de 1831 va ser contractada com a professora d'arpa en substitució de Céleste Boucher, i conservaria el seu lloc fins a 1858, sent substituïda per Thérèse Roaldés. Val a dir que Jardín va fer les classes sempre al seu domicili, perquè estava malalta de tuberculosi des de la seva joventut, i el conservatori li va concedir aquest privilegi a fi d'evitar-li desplaçaments innecessaris. Tanmateix, sovint va necessitar baixes mèdiques i, finalment, el 1857 va sol·licitar l'excedència definitiva. Moriria poc després, el 29 de setembre de 1857, a Madrid.
En l'àmbit personal, es va casar amb Francisco Gómez, tinent coronel de cavalleria, amb qui no va tenir fills.